# Paulo Comelli
Paulo Comelli (Novo Horizonte, 5 giugno 1960) è un allenatore di calcio brasiliano.

## Palmarès

### Allenatore

#### Competizioni statali
- Campionato Brasiliense: 1

Gama: 1998
- Campeonato Paranaense Segunda Divisão: 1

Londrina: 1999
- Campionato Maranhense: 1

Sampaio Corrêa: 2002
- Campionato Catarinense: 1

Figueirense: 2004
- Campionato Alagoano: 1

CRB: 2012
- Campionato Catarinense: 1

Criciúma: 2013